# Tom TC
Tom TC (* 30. Juli 1966 in Breslau, Polen) ist ein österreichischer Musiker, Gitarrist, Komponist und Produzent.

## Leben
Tom TC verschrieb sein Leben bereits in jungen Jahren der Musik. Er spielte als Gast mit unzähligen Musikern (Reggae über Punk bis Hardrock), ist Gitarrist und Mitbegründer einiger Bands, unter anderem der „Hard Driven Rock“-Band N.I.C. Neben seinen eigenen Interpretationen von Rockmusik komponierte Tom TC Musicals („Heer der Seelen“ und „Hexe Krähenfuss“) und kreierte Arrangements für andere Musiker. Im Jahr 1992 nahm Tom TC mit der Band Mindscape am größten europäischen Nachwuchs-Bandwettbewerb Popodrom teil und erreichte zweimal den Publikumssieg sowie im Finale den 7. Platz.  
Seine Musik könnte man als gefühlvoll bis monumental und äußerst phantasievoll bezeichnen. Seine Eigenkompositionen werden in verschiedensten Musikrichtungen und -stilen, inspiriert durch die unterschiedlichsten Musiker, umgesetzt. Einige Beispiele für den Einfluss auf seine Musik wären: Marillon, Tangerine Dream und Iron Maiden aus der frühen Jugend, später dann Van Halen, Joe Satriani und Mr. Big, sowie das Interesse an klassischer Musik, vor allem an Barock und Renaissance (Bach, Vivaldi, Paganini), das durch Musiker wie Malmsteen geweckt wurde. Im Fokus stehen immer Melodie und Harmonie.

## Diskografie
Songs
- Still Here (feat. Tom Franks)
- Love Is a Confession (feat. Max Fi)
- Open Your Heart (feat. Max Fi)
- Strange (feat. Max Fi & Tom Franks)
- When You Come Around
- Jag Vill
- More of Less
- A.G.A. (A Great Adventure)
- End of Summertime (Vinyl-Edition)

Singles
- My love (2014) Jon Philips feat. Tom TC

Alben
- Still here (2013) (erstes Soloalbum als Tom TC)
- #1 / N°1 (2010) (N.I.C.)

Musical-Kompositionen
- Heer der Seelen (2005) – Uraufführung am 25. Oktober 2006 in Klosterneuburg[1]
- Der Weihnachtsmann und die Hexe Krähenfuss (2007) – Uraufführung am 3. Dezember 2007 in Wien